# Lardal
Lardal é uma comuna da Noruega, com 278 km² de área e 2386 habitantes (censo de 2004).         